# Rødfodet springpingvin
Rødfodet springpingvin (Eudyptes moseleyi) er en fugl i slægten Eudyptes fra pingvinfamilien.
Nylige studier fra 2006 viser, at den rødfodede springpingvin adskiller sig så meget fra den almindelige springpingvin, at de bør regnes for to særskilte arter. På engelsk hedder de to arter nordlig springpingvin og sydlig springpingvin. Omkring 85% af de rødfodede springpingviner yngler på øgruppen Tristan da Cunha og på øen Gough Island i Sydatlanten.
Et studie fra 2009 viser, at bestanden af rødfodede springpingviner er faldet med op mod 90% siden 1950'erne, således er arten udrydningstruet. 